# Nhẫn ma thuật

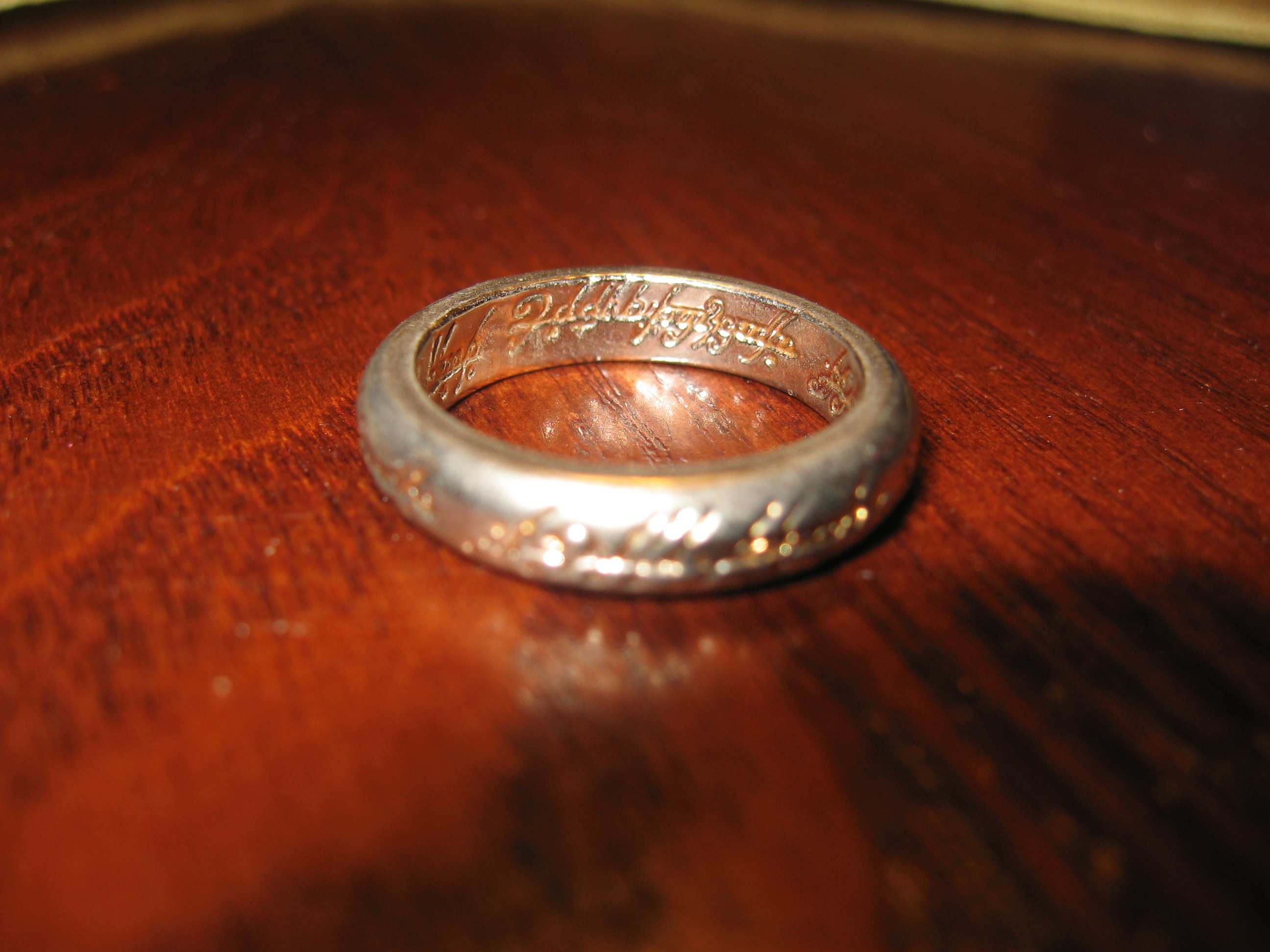
Một chiếc nhẫn được mô phỏng theo chiếc nhẫn ma thuật trong phim

Nhẫn ma thuật (Magic ring) là một món đồ trang sức thần thoại, dân gian hoặc hư cấu, thường là chiếc nhẫn đeo trên ngón tay, được cho là có đặc tính huyền diệu hoặc sức mạnh siêu nhiên. Chiếc nhẫn ma thuật xuất hiện thường xuyên trong truyện giả tưởng và cổ tích. Những chiếc nhẫn ma thuật được tìm thấy trong văn hóa dân gian của mọi quốc gia nơi có thói quen đeo nhẫn. Một số chiếc nhẫn ma thuật có thể ban cho người đeo nhiều khả năng khác nhau bao gồm khả năng tàng hình và sự hộ mệnh bất tử. Những người khác có thể ban những điều ước hoặc bùa chú như tình yêu và hạnh phúc không bao giờ kết thúc. Những câu chuyện ban đầu về những chiếc nhẫn ma thuật có từ thời cổ đại. Triết gia Plato trong cuốn sách thứ hai của Nền Cộng hòa, kể một câu chuyện về Ring of Gyges được ban phép tàng hình cho chủ nhân của nó.
Đôi khi, những chiếc nhẫn ma thuật có thể bị nguyền rủa, chẳng hạn như chiếc nhẫn thần thoại được Sigurð thâu thập từ kho báu của con rồng Fáfnir trong thần thoại Bắc Âu hoặc chiếc nhẫn hư cấu xuất hiện trong loạt phim Chúa tể của những chiếc nhẫn (The Lord of the Rings: The Rings of Power). Tuy nhiên, thường xuyên hơn, chúng được coi là năng lượng tốt hoặc như một công cụ trung lập có giá trị phụ thuộc vào người đeo. Nhẫn đeo trên tay là một sự lựa chọn thuận tiện cho một vật phẩm ma thuật, nó là vật trang trí, đặc biệt và thường độc đáo, một vật phẩm thường được đeo, có hình dạng thường có đặc tính thần bí (hình tròn), có thể mang một viên đá bị mê hoặc và thường được đeo. trên một ngón tay, có thể dễ dàng chiếu vào mục tiêu. James George Frazer trong một nghiên cứu về ma thuật và mê tín trong tác phẩm The Golden Bough đã suy đoán về tác dụng mà những chiếc nhẫn có thể mang lại trong "tâm trí nguyên thủy", như một vật phẩm ngăn chặn linh hồn rời khỏi trái đất và cơ thể và ngăn chặn ma quỷ xâm nhập do đó, một chiếc nhẫn ma thuật có thể mang lại sự bất tử bằng cách ngăn chặn sự ra đi của linh hồn và ngăn cản sự xâm nhập của bất kỳ phép thuật có hại nào có thể nhắm vào người đeo.